# Trybliographa glottiana
Trybliographa glottiana är en stekelart som först beskrevs av Cameron 1883.  Trybliographa glottiana ingår i släktet Trybliographa, och familjen glattsteklar. Arten är reproducerande i Sverige.